# Ataxia (owad)
Ataxia – rodzaj chrząszczy z rodziny kózkowatych i podrodziny zgrzypikowych. 

## Zasięg występowania
Przedstawiciele tego rodzaju występują w Ameryce Północnej i  Południowej, od USA na płn. po Argentynę na płd.

## Systematyka
Do Ataxia należy 40 gatunków:

- Ataxia acutipennis
- Ataxia albisetosa
- Ataxia alboscutellata
- Ataxia alpha
- Ataxia arenaria
- Ataxia arizonica
- Ataxia brunnea
- Ataxia camiriensis
- Ataxia canescens
- Ataxia cayennensis
- Ataxia cayensis
- Ataxia cineracea
- Ataxia crassa
- Ataxia crypta
- Ataxia cylindrica
- Ataxia estoloides
- Ataxia falli
- Ataxia fulvifrons
- Ataxia haitiensis
- Ataxia heppneri
- Ataxia hovorei
- Ataxia hubbardi
- Ataxia illita
- Ataxia luteifrons
- Ataxia mucronata
- Ataxia nivisparsa
- Ataxia obscura
- Ataxia obtusa
- Ataxia operaria
- Ataxia parva
- Ataxia perplexa
- Ataxia piauiensis
- Ataxia prolixa
- Ataxia rufitarsis
- Ataxia setulosa
- Ataxia spinicauda
- Ataxia spinipennis
- Ataxia uniformis
- Ataxia variegata
- Ataxia yucatana